# Jingjinji
Jingjinji (o Jing-Jin-Ji; en chino simplificado y tradicional, 京津冀) es una conurbación situada en la República Popular China. Abarca la ciudad de Pekín y la ciudad portuaria de Tianjin. Se trata de la región urbanizada más grande del norte de China, con una expansión acelerada en los últimos 20 años debido al rápido crecimiento económico y de la población, y con una población que ascendía a los 112 millones de habitantes en el año 2016 y que en 2017 generaba el 10% del PIB de todo el país.

## Proyecto de megalópolis
Jingjinji ha sido definida como "megaciudad" o "megalópolis" a consecuencia del proyecto de expansión que está desarrollando el gobierno chino, en el que se pretende urbanizar el área que abarcan los términos de las ya citadas Pekín y Tianjin, además de Hebei, ocupando una extensión construida comparable en superficie de suelo a la mitad de España o Nueva Inglaterra. Asimismo, estará preparada para albergar a 120 millones de habitantes. Las ciudades más pobladas incluidas son: Pekín, Tianjin, Baoding, Shijiazhuang, Tangshan, Cangzhou, Langfang, Zhangjiakou y Chengde.
Para hacer efectivo un proyecto de tal magnitud, desde 2015 se impulsaron proyectos de comunicaciones tales como la construcción de líneas de alta velocidad, de las que ya se han construido cinco hasta la fecha y se ha previsto la construcción de doce más antes de 2020 y otras nueve entre 2020 y 2030. A ello cabe sumar la construcción de nuevas autopistas y carreteras para mejorar las comunicaciones del tráfico rodado.